# Angebotsverschiebung
Die Angebotsverschiebung (englisch supply shift) ist in der Volkswirtschaftslehre eine Veränderung des Angebots von bestimmten Gütern oder Dienstleistungen, die jedoch nicht zur Veränderung des Gesamtangebots in einem Staat führt. Gegensatz ist die Bedarfsverschiebung.

## Allgemeines
Angebotsverschiebungen können zu einer Erhöhung oder einer Senkung des Angebots führen. Sie können ein einzelnes Unternehmen oder ganze Wirtschaftszweige treffen. Auch die gesamte Volkswirtschaft kann hiervon betroffen sein, wenn die Angebotsverschiebung zu Exporten führt oder aus Importen resultiert.
Mathematisch ausgedrückt liegt eine Angebotsverschiebung vor, wenn sich in der Angebotsfunktion Variablen ändern, die bei der Ableitung der Funktion konstant gehalten werden.

## Ursachen
Ursachen von Angebotsverschiebungen können insbesondere Einkommen, Modewandel, Preisveränderungen, neue Substitutionsgüter, technischer Fortschritt oder Werbung sein. Sinkt beispielsweise das Einkommen der Privathaushalte, so meiden diese Güter, die einer Hochpreisstrategie unterliegen und tendieren zur Billigware. Ändert sich die Mode, etwa weil Pelze aus Tierschutzgründen kaum noch nachgefragt werden, so verschiebt sich das Angebot auf andere substituierende Kleidung. Hermann Heinrich Gossen führte als erstes Beispiel für die Entstehung von Arbeitslosigkeit im Jahre 1854 die Puderhersteller und Perückenmacher an, als nach der französischen Revolution (1789) das Pudern und Perückentragen aus der Mode kam. Technischer Fortschritt hat dazu geführt, dass das Angebot nach Schallplatten nahezu versiegte und stattdessen die Compact Disc aufstieg. Hinter Werner Sombarts Begriff der „Surrogierung“ verbirgt sich die Herstellung von Substitutionsgütern für teure Luxusgüter in Form von Nachahmerprodukten durch Billigware. Hier ergab sich eine Angebotsverschiebung zu Lasten der Luxusgüterindustrie und zu Gunsten der Billigwarenindustrie. Angebotsverschiebungen lassen sich auch durch Lieferengpässe und Überproduktion begründen.
Schließlich können Angebotsverschiebungen zu einer teilweisen Verlagerung des Binnenangebots ins Ausland führen, was Exporte zur Folge hat. Ursache können vor allem Kostenvorteile des Inlands sein.

## Wirtschaftliche Aspekte
Eine Angebotsverschiebung wirkt sich auf die Angebotsfunktion aus. Diese verschiebt sich nach rechts, wenn die Anzahl der Produzenten steigt, die Produktivität der Produktionsfaktoren steigt und die Faktorkosten fallen, Subventionen zunehmen oder die Steuerbelastung sinkt. Bei umgekehrten Verhältnissen verschiebt sich die Angebotsfunktion nach links.
Eine Angebotsverschiebung verändert das Angebot eines bestimmten Produkts oder einer Dienstleistung zu Gunsten anderer Produkte/Dienstleistungen. Die vom Markt induzierte Angebotsverschiebung der Unternehmen ergibt sich aus dem Opportunitätsprinzip, nach dem rational handelnde Wirtschaftssubjekte (vor allem Unternehmen und Privathaushalte) stets bestrebt sind, die Summe der Gewinne oder ihrem Nutzen aus ihren sämtlichen Aktivitäten zu maximieren (Gewinnmaximierung, Nutzenmaximierung). Auch Präferenzändungen der Privathaushalte können vor allem bei Gütern des täglichen Bedarfs das Ergebnis rationaler Opportunitätserwägungen sein. In weiten Bereichen wie etwa bei Luxusgütern sind sie jedoch eher das Ergebnis irrationaler Wünsche und nicht das Resultat messbarer Bedürfnisse. In Privathaushalten führt das Angebot eines neuen, attraktiveren oder preisgünstigeren Gutes zu einer Bedarfsverschiebung zu Lasten von Gütern mit einem geringeren Nutzwert.
Bedeutsame Angebotsverschiebungen können sich auf den Arbeitsmarkt auswirken, wenn Arbeitskräfte in betroffenen Märkten entlassen werden müssen, während in begünstigten Märkten Fachkräftemangel herrscht und offene Stellen vorhanden sind. Wegen ihrer unterschiedlichen Qualifikation können die Arbeitskräfte nicht ohne weiteres wechseln, es kommt zur strukturellen Arbeitslosigkeit. Dieser Strukturwandel entsteht durch Angebotsverschiebungen im Land selbst.